# Goulin gris
Pour les articles homonymes, voir Goulin.
Sarcops calvus
Genre
Espèce
Synonymes
- Gracula calva Linnaeus, 1766 (protonyme)

Statut de conservation UICN

 LC  : Préoccupation mineure
Le Goulin gris (Sarcops calvus), unique représentant du genre Sarcops, est une espèce d'oiseaux de la famille des Sturnidae.

## Répartition
Le Goulin gris est endémique des Philippines. Il vit dans les zones tropicales ou subtropicales, où il peuple les forêts sèches, ou les forêts humides de plaine ou de montagne.

## Taxinomie
Selon le Congrès ornithologique international et Alan P. Peterson, il existe trois sous-espèces :
- Sarcops calvus calvus (Linnaeus, 1766) ;
- Sarcops calvus melanonotus Ogilvie-Grant, 1906 ;
- Sarcops calvus lowii Sharpe, 1877.